# 少年失格 -ナチュラルキッド-
『少年失格 -ナチュラルキッド-』（しょうねんしっかく ナチュラルキッド）は高口里純による日本の漫画作品である。
秋田書店の雑誌『ヤングチャンピオン』に2000年から2001年まで連載された。コミックスは秋田書店ヤングチャンピオンコミックスより刊行。全3巻。
タコウサギのデザインは高口里純の子供が手がけている。

## 登場人物

### 桜花中学校
荒波 強志 （あらなみ つよし）
オッパイにしか興味の無い中学1年生。女の子にモテようとファッション誌を参考にするが、資料がギャル系ファッション誌だった為、とてもラブリーで可愛い女装姿を身に着けてしまう。その可愛らしさ故にしばしば男にナンパされるが、下半身を露出させて追い払う。
細井 拓也 （ほそい たくや）
- （強志 命名） チビネンコ・デブリン・ド・メガネノフ

チビでデブでメガネをかけた強志の同級生。アダルトビデオのコレクター。
南川 実々 （みなみかわ みみ）
- （強志 命名） デカパイ・ド・ミルクパン三世

巨乳の強志のクラスメイト。強志を好きになる。
花田 花代 （はなだ はなよ）
- （強志 命名） オッパイ田オッパイ代

教師。強志からの「オッパイ見せて」との懇願に露出欲を抑え切れず、強志の家で服を脱ぎ始めてしまう。
タコウサギ
強志のペット。首のまわりから蛸の足が生えている他は普通の兎。

### 強志の兄の高校
荒波 豪志 （あらなみ ごうし）
強志の兄。オッパイよりオシリが好き。
青沼 コーキ （あおぬま コーキ）

### 蔵工業高校
雁 義常 （かり よしつね）
- （強志 命名） 身長180以上男くん

黒巣 美勇次 （くろす みゆじ）

ミイラキング

柳の下（やなぎのした）

### 「鬼椿」
東田 リカ（ひがしだ リカ）
- （強志 命名） さらしオッパイ

郡 あずき （こおり あずき）

ガンタ

## あらすじ
MISTAKE1 ギャルってアロハ〜!!
中学校入学式の翌日、南川実々は同じクラスにギャル系ファッションの女装をした荒波強志を初見する。強志は女子にモテたい為にギャル系雑誌を参考としたが、自分がギャル系ファッションに身を包んでしまっていたのだった。学校を早退した強志は雁義常にナンパされ、女と間違えられたことで雁を叩きのめした。翌日、登校した実々は巨乳ゆえに、オッパイ好きの強志に胸を間近で凝視された。
MISTAKE2 オッパイ見せて下さいませ。
強志は同級生の細井拓也（通称ド・メガネノフ）の部屋にアダルトビデオを貸りに来た。しかしド・メガネノフに、包茎である強志にはアダルトビデオを見る資格がない、と貸してもらえない。公園で泣きわめいていた強志は、さらしを巻いた東田リカに出会う。リカに「オッパイ見せて」と頼む強志は、リカからケンカ勝負を挑まれる。
MISTAKE3 人妻さん いらっしゃぁ～い
強志は町内一の人妻スポットであるスーパー「ウマナミ」を電柱の陰から覗き見ていた。そして人妻のオッパイを見る作戦として、人妻御用達の商店名「三河屋」のエプロンを用意した。人妻を見つけた強志は「ご注文は!?なんでも届けます!!」と尋ね、人妻達に取り囲まれる。
MISTAKE4 オッパイダッシュ!
ド・メガネノフからポルノ映画のチケットを貰った強志は、上映開始時間に間に合おうとダッシュで映画館へ向かった。それが雁の目に留り、捕まりそうになるが、その場に現れたリカに庇われ、雁とリカが一触即発の状態になった。そんな中、強志は映画館へ向かってダッシュする。しかし、開演5分前、兄、豪志に呼び止められた。
MISTAKE5 いただきマンモス!
強志の中学校で人気No.1の雨宮いずみから交際を申し込まれ、強志はOKした。雨宮いずみが友人達との会話で「強志を食べてみたい」と発言しているのを盗み聞きした強志は、実際に人食されるものと思い、気が動転し女装してしまう。そこに雨宮いずみが訪ねてきて、女装した強志と対面した。
MISTAKE6 強志のお宝鑑定団
強志は生理用ナプキンを拾ったが、それが何か分からず、ド・メガネノフによる解説「僕達がめったに手に取れないお宝」を鵜呑みにし、大金を得る売買方法を考える。急に生理の始まった実々は予備のナプキンを持っている女子を探してみたところ、強志はナプキンを持っていると答えてしまう。
MISTAKE7 いっぱい。しっぱい。アップルパイ。

MISTAKE8 レッツ・ゴ・山ごもり

MISTAKE9 レッツ・ゴ・山ごもりll

MISTAKE10 レッツ・ゴ・山ごもりlll

MISTAKE11 強志のモテモテ講座

MISTAKE12 最終兵器オッパイ

MISTAKE13 オッパイ番外地

MISTAKE14 タコウサギ再び

MISTAKE15 おいでませ死に来た工高

MISTAKE16 解説・強志ヴィジョン

MISTAKE17 可愛いだけじゃダメかしら

MISTAKE18 強志ヴィジョンll

MISTAKE19 弱点大丸出し

MISTAKE20 オッパイ進化論

MISTAKE21 ドブ強志参上

MISTAKE22 「強志←→金タマコ」

MISTAKE23 君、誰!?パーンチ

MISTAKE24 舞踏会へようこそ

MISTAKE25 プリンセス・タマコ

MISTAKE26 無礼者チョップ

MISTAKE27 じゃんぐる強志再見!!

MISTAKE28 スーパー銭湯DEアイ・ラブ・湯l

MISTAKE29 スーパー銭湯DEアイ・ラブ・湯ll

## 書誌情報
高口里純『少年失格 -ナチュラルキッド-』〈秋田書店・ヤングチャンピオンコミックス〉全3巻
1. 2001年2月発売、ISBN 4-253-14681-3
2. 2001年8月発売、ISBN 4-253-14682-1
3. 2002年1月発売、ISBN 4-253-14683-X